# Circassi in Siria
I circassi siriani (in adighè: Сирием ис адыгэхэр; in arabo شركس سوريا‎?) sono una comunità costituita da cittadini siriani di etnia circassa stabilitasi in Siria durante la seconda metà del XIX secolo in seguito al genocidio circasso.
Di religione musulmana, la comunità, sebbene sia diventata parte integrante della società siriana, ha mantenuto un'identità distinta, conservando in buona parte la lingua, l'identità tribale e i costumi originari. La popolazione circassa siriana è diminuita con l'avvento della guerra civile siriana. Molti membri della comunità hanno abbandonato il Paese emigrando nella terre ancestrali del Caucaso, in particolare in Adighezia, Cabardino-Balcaria e Karačaj-Circassia.

## Storia

### Esodo e reinsediamento

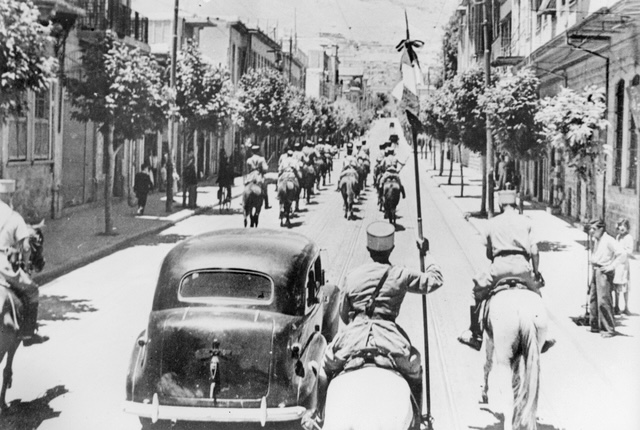
La resa di Damasco agli Alleati. I generali Georges Catroux e Paul Louis Le Gentilhomme entrano in città scortati dalla cavalleria circassa

In seguito al genocidio circasso del 1864, centinaia di migliaia circassi affrontarono un esodo dalla loro madrepatria nella regione del Caucaso nord-occidentale; gli esuli, in quanto musulmani, vennero ospitati nei territori dell'Impero ottomano. Mentre molti inizialmente si stabilirono nelle regioni dell'Anatolia e dei Balcani, altri iniziarono ad emigrare nelle province siriane dell'impero. In particolare, circa 70.000 circassi stabilitisi nei Balcani arrivarono in Siria dopo la sconfitta ottomana nella guerra russo-turca del 1877-1878. Il reinsediamento delle comunità circasse in Siria fu parte di un programma attuato dalle autorità ottomane per ristabilire il controllo governativo nella regione. Numerosi villaggi circassi furono stabiliti nelle alture del Golan e in Transgiordania, entrambe parte del vilayet di Siria. Alla fine degli anni 1870, insediamenti circassi furono fondati a nord di Homs e lungo i confini del deserto siriano, così come nell'area di Damasco.
Molti villaggi circassi fungevano da cuscinetto tra le tribù druse e beduine. Dal momento che le comunità circasse erano militarmente in grado di resistere all'imposizione delle khuwwa (tasse di protezione) richieste dalle tribù beduine, essi furono in grado di stipulare accordi per avvantaggiare reciprocamente entrambe le fazioni. Tuttavia, periodicamente si verificarono scontri tra i circassi del Golan e della Ghuta da una parte e i beduini dall'altra. I conflitti più gravi furono con i drusi, spesso ribelli, che dominavano l'area del Monte Hermon e nella regione del Gebel Druso.
Nel primo decennio del XX secolo, il governo ottomano favorì lo stabilimento di comunità circasse a nord dell'Eufrate. Gruppi cabardi si stabilirono inizialmente a al-Raqqa, stabilendosi a ovest della città. A ciascuna famiglia immigrata venne assegnato un appezzamento di terreno, un'abitazione, una stalla per cavalli, due buoi e cinque sacchi di grano. Talustan Anzor, il capo della comunità cabarda, acquisì prestigio nella regione di al-Raqqa come noto mediatore di controversie. Insieme a Manbij e Khanasir, altre due città nella valle dell'Eufrate, gli insediamenti cabardi dovevano fungere da anello strategico intorno a al-Raqqa nel quale la Gendarmeria ottomana potesse essere opportunamente reclutata.
Tra le narrazioni circasse risalenti ai primi periodi dell'insediamento, raramente sono state tramandate parole negative contro la popolazione araba locale, che accolse gli immigrati circassi. A causa della loro religione musulmana, la fede dominante in Siria, e del loro arrivo nella regione ben prima della lotta per l'indipendenza dagli ottomani e successivamente dai francesi, i circassi giocarono un ruolo importante nella fondazione del moderno Stato della Siria, del quale divennero cittadini a pieno titolo. Tuttavia, a causa dell'integrazione di un certo numero di unità di cavalleria circassa nell'Armée du Levant francese, e in particolare per il loro ruolo nel reprimere le forze druse di Sultan al-Atrash durante la grande rivoluzione siriana, i rapporti con la maggioranza araba divennero piuttosto tesi nei primi anni della repubblica. Una minoranza dei circassi del Golan presentò una petizione per ottenere un'autonomia dal governo di Damasco durante gli anni del mandato francese.

### Dopo l'indipendenza della Siria

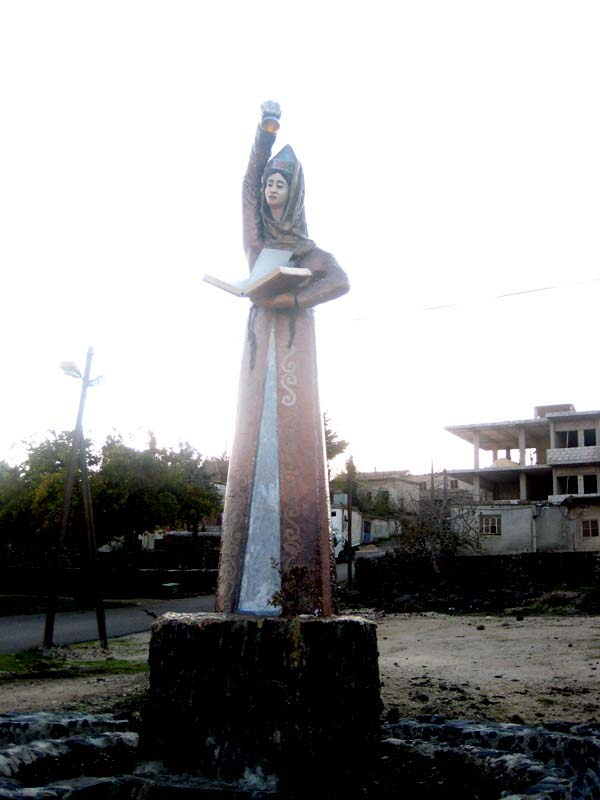
Statua di Satanaya nel villaggio circasso di Beer Ajam, nelle alture del Golan

In seguito all'indipendenza della Siria dal controllo francese nel 1946, le unità militari dominate dai circassi furono sciolte. Durante la guerra arabo-israeliana del 1948, i circassi vennero riuniti come parte dell'esercito siriano e posti sotto il comando di Jawad Anzor. Circa 200 soldati di questa unità, compreso Anzor, furono uccisi durante la guerra. Dopo la sconfitta siriana nella guerra dei sei giorni, la popolazione circassa del Golan fuggì dalla regione, occupata dall'esercito israeliano. La maggior parte si stabilì nelle città di Damasco e Aleppo, mentre molti in seguito si trasferirono negli Stati Uniti d'America, in Canada e in Europa. Alcuni circassi tornarono nei villaggi a est della linea del cessate il fuoco nelle alture del Golan, nei villaggi di Beer Ajam e Bariqa, dopo la guerra del Kippur.

### La guerra civile siriana
Gran parte della comunità è rimasta generalmente neutrale durante la guerra civile siriana. Tuttavia, un numero significativo di circassi è integrato nell'apparato di sicurezza nazionale, compreso l'esercito governativo, mentre alcuni hanno disertato o si sono uniti ai ranghi dell'opposizione. L'Agenzia Anadolu ha riferito alla fine del gennaio 2013 che 700 circassi siriani hanno chiesto asilo in Turchia. La maggior parte dei rifugiati circassi in Turchia risiede con parenti, invece che nei campi profughi. Un'altra destinazione comune è la Giordania, sede di un'altra delle principali comunità circasse del Medio Oriente. Molte delle famiglie circasse giordane mantengono rapporti di parentela con quelle siriane. Molti circassi stanno attivamente cercando di stabilirsi nei territori russi del Caucaso. Centinaia si sono reinsediati in Cabardino-Balcaria, Adighezia e Karačaj-Circassia. In totale 1.200 circassi siriani si sono reinsediati in Russia.

## Cultura
Buona parte della comunità circassa siriana parla le lingue circasse ed è bilingue con la lingua araba. A differenza di altre minoranze musulmane sunnite non arabe in Siria, come i turcomanni siriani, i circassi hanno mantenuto un'identità distinta, sebbene negli ultimi tempi si siano sempre più assimilati. Durante i matrimoni e gli eventi comunitari, alcuni membri della comunità indossano abiti tradizionali e si dedicano a canti e balli popolari.
I circassi siriani sono generalmente benestanti e membri della classe media, e molti sono impiegati in ambito governativo, nella burocrazia e nell'esercito. Nelle regioni rurali, i circassi sono organizzati in un sistema tribale. In queste aree, le comunità si dedicano principalmente all'agricoltura, in particolare nella coltivazione del grano e nell'allevamento del bestiame.

### Distribuzione geografica
Prima della guerra dei sei giorni, circa metà della popolazione circassa viveva nelle alture del Golan, nel governatorato di Quneitra, distribuita tra undici villaggi e la città di Quneitra. Quest'ultima città si spopolò durante la guerra e sebbene rimanga sotto controllo siriano, non venne reinsediata. I villaggi abitati dai circassi includevano Jawziah, Khishniyyah, Ayn Ziwan, Salmaniyah, Mumsiyah, Mansura, Faham, Mudariyah, Ramthaniya, Bariqa e Beer Ajam. Solo gli ultimi due villaggi furono ripopolati, mentre la maggior parte dei restanti si trova nella zona occupata da Israele.
Molti circassi si stabilirono a Damasco dopo essere stati sfollati dal Golan. La maggior parte si stabilì nel distretto di Rukn al-Din, dove costituiscono la maggioranza dei residenti. Altro importante insediamento circasso nella regione di Damasco è Marj al-Sultan, abbandonato nel corso della guerra civile siriana.
La città di Aleppo è un altro importante centro per la comunità, oltre alla vicina città di Khanasir da cui erano emigrati molti circassi di Aleppo. Manbij è un'altra importante sede della comunità. Nel 1970 la popolazione circassa a Khanasir e Manbij era rispettivamente di 2.500 e 1.500. Khanasir era stata ristabilita dagli immigrati circassi di Manbij all'inizio del XX secolo.
Vi sono sette villaggi circassi nel governatorato di Homs e due nel governatorato di Hama (Deir Ful, Ayn al-Niser, Abu Hamama, Murayj al-Durr, Asilah, Anzat, Tell Amri, Tell Sinan, Tell Ady e Telil, nella regione di Hula), mentre numerose famiglie circasse risiedono nella città di Homs.